# Hammerbühl (Egloffstein)
Hammerbühl ist ein Gemeindeteil des Marktes Egloffstein im Landkreis Forchheim (Oberfranken, Bayern).

## Geografie
Das im Südwesten der Wiesentalb gelegene Dorf befindet sich etwa einen Kilometer südöstlich von Egloffstein und liegt auf einer Höhe von 393 m ü. NHN.

## Geschichte
Bis zum Beginn des 19. Jahrhunderts hatte Hammerbühl der Herrschaft reichsunmittelbarer Adeliger unterstanden, die sich in dem zum Fränkischen Ritterkreis gehörenden Ritterkanton Gebürg organisiert hatten. Als die reichsritterschaftlichen Territorien im Bereich der Fränkischen Schweiz 1805 mediatisiert wurden, wurde das Dorf unter Bruch der Reichsverfassung vom Kurfürstentum Pfalz-Baiern annektiert. Mit dieser gewaltsamen Inbesitznahme wurde schließlich auch Hammerbühl zum Bestandteil der während der Napoleonischen Flurbereinigung in Besitz genommenen neubayerischen Gebiete, was erst im Juli 1806 mit der Rheinischen Bundesakte nachträglich legalisiert wurde.
Durch die zu Beginn des 19. Jahrhunderts im Königreich Bayern durchgeführten Verwaltungsreformen wurde Hammerbühl mit dem zweiten Gemeindeedikt 1818 zum Bestandteil der Ruralgemeinde Affalterthal. Im Zuge der Gebietsreform in Bayern wurde Hammerbühl zusammen mit der gesamten Gemeinde Affalterthal am 1. Mai 1978 in den Markt Egloffstein eingegliedert. Im Jahr 1987 zählte Hammerbühl 46 Einwohner.

## Verkehr
Die Anbindung an das öffentliche Straßennetz wird sowohl durch die Staatsstraße 2260, als auch durch die Staatsstraße 2191 hergestellt. Diese verlaufen am westlichen Ortsrand von Hammerbühl für einige hundert Meter auf der gleichen Trasse.